# (27266) 1999 YH
1999 واي إتش (ويعرف أيضًا باسم (27266) 1999 واي إتش وفق تسمية الكوكب الصغير) (بالإنجليزية: 1999 YH)‏ هو كويكب ضمن حزام الكويكبات؛ وترتيبه 27266 من حيث الاكتشاف.
اكتُشف هذا الجُرم الفلكي بواسطة بحث لنكولن عن الكويكبات القريبة من الأرض في 16 ديسمبر 1999.

## وصلات خارجية
- (27266) 1999 YH في قاعدة بيانات مختبر الدفع النفاث لأجرام النظام الشمسي الصغيرة

- الاكتشاف · مخطط المدار ·  العناصر المدارية · المعلمات المادية

- (27266) 1999 YH على موقع ويكي سكاي: DSS2, SDSS, GALEX, IRAS, Hydrogen α, X-Ray, Astrophoto, Sky Map, Articles and images